# Plebicula micromargarita
Plebicula micromargarita är en fjärilsart som beskrevs av Ruggero Verity 1926. Plebicula micromargarita ingår i släktet Plebicula och familjen juvelvingar. Inga underarter finns listade i Catalogue of Life.